# Pelmatosilpha occidentalis
Pelmatosilpha occidentalis är en kackerlacksart som först beskrevs av Henri Saussure 1864.  Pelmatosilpha occidentalis ingår i släktet Pelmatosilpha och familjen storkackerlackor. Inga underarter finns listade i Catalogue of Life.